# Puyvalador
Puyvalador (em catalão:  Puigbalador ou Puigbaladó) é uma comuna francesa na região administrativa da Occitânia, no departamento dos Pirenéus Orientais. Estende-se por uma área de 19.46 km², com 67 habitantes, segundo o censo de 2018, com uma densidade de 3.4 hab/km².